# Yaginumaella striatipes
Yaginumaella striatipes es una especie de araña saltarina del género Yaginumaella, familia Salticidae. Fue descrita científicamente por Grube en 1861.
Habita en Rusia (Extremo Oriente) y Japón.